# Košarkaški klub Zdravlje Leskovac
Il Košarkaški klub Zdravlje Leskovac è una società cestistica avente sede nella città di Leskovac, in Serbia.
Fondata nel 1964, disputa il campionato serbo.